# بنجامین پرز (تگزاس)
بنجامین پرز (به انگلیسی: Benjamin Perez) یک منطقهٔ مسکونی در ایالات متحده آمریکا است که در تگزاس واقع شده‌است. بنجامین پرز ۳۴ نفر جمعیت دارد.